# Gare d’Albias
Gare d'Albias – przystanek kolejowy w Albias, w departamencie Tarn i Garonna, w regionie Oksytania, we Francji.
Jest przystankiem kolejowym Société nationale des chemins de fer français (SNCF), obsługiwanym przez pociągi TER Limousin i TER Midi-Pyrénées.